# Inioidea
Inioidea – nadrodzina ssaków z infrarzędu zębowców (Odontoceti) w obrębie podrzędu waleni (Cetacea).

## Podział systematyczny
Do nadrodziny należą dwie rodziny:
- Iniidae J.E. Gray, 1846 – iniowate
- Pontoporiidae J.E. Gray, 1870

Rodzaj wymarły nie sklasyfikowany w żadnej z powyższych rodzin:
- Awadelphis Murakami, 2016  – jedynym przedstawicielem był Awadelphis hirayamai Murakami, 2016